# 立見尚文

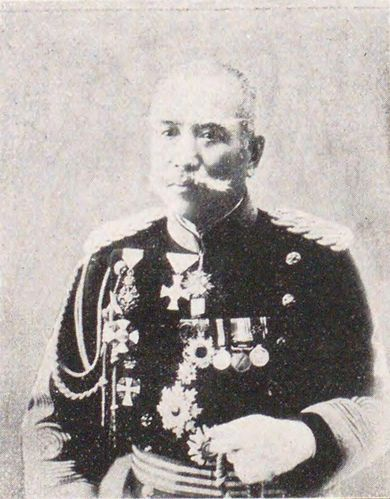
立見尚文

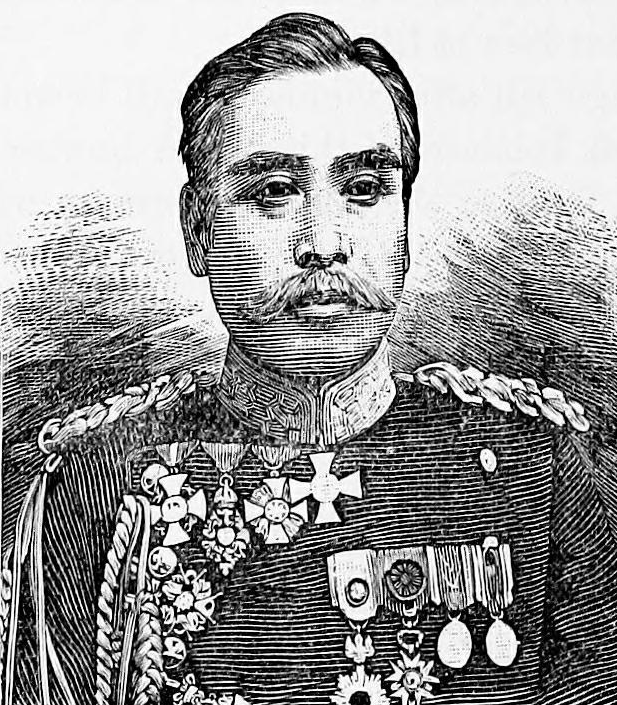
立見尚文

立見 尚文（たつみ なおふみ/なおぶみ、1845年8月21日（弘化2年7月19日） - 1907年（明治40年）3月6日）は、幕末の桑名藩士、日本陸軍の軍人。最終階級は陸軍大将。男爵。通称は鑑三郎。号は快堂。変名に倉田巴。

## 経歴

### 桑名藩士時代
実父は桑名藩士（江戸詰め、200石）の町田伝太夫。桑名藩士・立見尚志の養子となった。松平定敬が桑名藩を継いだときに小姓となる。少年期より風伝流の槍術、柳生新陰流の剣術の使い手として知られる。藩校立教館、湯島の昌平坂学問所に学ぶ。
藩主松平定敬の京都所司代就任に伴い京都で藩の周旋役を任される。その後幕府陸軍に出向。歩兵第3連隊に籍を置きフランス式用兵術を学ぶ。フランス教官をして「立見は天成の軍人である。ナポレオンの頃フランスに生まれていたら恐らく30になる前に将軍になっていただろう」と感嘆せしめたという。
徳川慶喜謹慎後も藩内においては実兄・町田武須計らと共に抗戦を主張し、鳥羽・伏見の戦いにおいて大敗を喫した桑名藩の軍制を立て直す。その後、土方歳三と連繋し宇都宮城の戦いで武功を上げる。
桑名藩領の柏崎へ移ってからは実績を買われて投票で雷神隊の隊長に選抜され、続く鯨波戦争・北越戦争ではゲリラ戦を展開して官軍を度々苦しめた。特に北越戦争における朝日山の戦闘では、奇兵隊参謀時山直八を討ち取る殊勲を挙げる。その後会津若松城に赴き、城下の戦いで敗走。出羽国寒河江の長岡山において最後の抵抗をするが、奥羽列藩同盟の中で最後まで抵抗していた庄内藩が降伏した後、明治政府軍に降伏した。

### 明治陸軍時代
戊辰戦争の敗戦の後は出羽庄内（現在の山形県鶴岡市）において謹慎生活を送る。赦免の後は、戊辰戦争において新政府軍の敵側だった立見は陸軍では出世が望めないと考え、裁判官となり身を立てる。
しかし士族反乱が相次いで起きると、かつての指揮能力を評価され、1877年に請われて明治陸軍入りする。西南戦争では陸軍少佐として旅団一個大隊を指揮。西郷隆盛を討ち取る部隊を率いたことにより、勝利の立役者となった。
日清戦争では陸軍少将として歩兵第10旅団長。その後、陸軍大学校長事務取扱、台湾総督府軍務局長。
日露戦争では陸軍中将として第8師団を率い出征する。黒溝台会戦では、グリッペンベルク率いるロシア第2軍の冬季大規模攻撃を受けた日本軍左翼の重要拠点である黒溝台を救援に向かう。数倍のロシア軍との戦闘は激烈を極め、日本側も増援する中、立見は師団兵力の半数を失いながらも黒溝台を回復し、会戦はロシア軍の退却で終結した。
これらの功績により、旧幕府軍出身者ながら日露戦争終結の翌1906年に陸軍大将に昇進。しかし大将昇進直後に体調を崩して病気休職となり、それから間もない翌1907年3月に61歳で死去した。墓所は青山霊園附属立山墓地。
幕末から明治期において最高の指揮官と言われた。特に野津道貫は「東洋一の用兵家」と高く評価している。

## エピソード
- 長身の美男で能や書画をたしなむ「華のある武人」であったと伝えられる[5]。
- 後年まで郷戸である桑名への愛情、また明治維新において敵対した薩長への敵愾心は抱き続けた。これらは現在まで残る手紙や日記などの史料に詳しく、桑名市博物館に収蔵されている[6]。
- 八甲田山雪中行軍を行なったのは、彼が師団長だった時の第8師団下の歩兵第4旅団歩兵第31連隊と第5連隊である。第31連隊は福島泰蔵大尉のもと成功したが、第5連隊は山口鋠少佐、神成文吉大尉以下のもとほぼ全員が凍死するに至った。

## 年譜
- 弘化2年（1845年）7月 桑名藩士・町田伝太夫の三男として江戸で生まれ、のち同藩士・立見作十郎尚志の養子となる。
- 明治元年（1868年） 戊辰戦争を戦い明治政府軍に投降し出羽大山で謹慎。
- 明治3年（1870年）1月 赦免
- 明治4年（1871年）7月 桑名県少参事
- 明治5年（1872年）1月 安濃津県11等出仕
  - 11月 上京
- 1873年（明治6年）4月 司法省10等出仕
  - 7月 新治裁判所（土浦）在勤
- 1874年（明治7年）4月 帰京
  - 5月 三級判事補
- 1875年（明治8年）8月 二級判事補
- 1876年（明治9年）2月 高知裁判所在勤
  - 10月 一級判事補
  - 11月 徳島支庁詰
- 1877年（明治10年）5月 東京裁判所詰 
  - 6月 陸軍少佐
  - 7月 新撰旅団参謀副長
- 1878年（明治11年）3月 歩兵第10連隊大隊長
  - 5月 歩兵第8連隊大隊長
- 1879年（明治12年）2月 大阪鎮台参謀
- 1880年（明治13年）7月 近衛参謀
- 1884年（明治17年）2月 中佐・歩兵第1連隊長
- 1885年（明治18年）5月 近衛歩兵第3連隊長
- 1886年（明治19年）8月 小松宮欧州出張随員（-1887年12月）
- 1887年（明治20年）11月 大佐
- 1889年（明治22年）3月 第3師団参謀長
  - 9月 近衛参謀長
- 1891年（明治24年）12月 近衛師団参謀長(初代)
- 1894年（明治27年）6月 陸軍少将・歩兵第10旅団長
- 1895年（明治28年）8月 男爵
- 1896年（明治29年）1月 陸軍大学校長事務取扱
  - 4月 台湾総督府軍務局長
- 1897年（明治30年）11月 台湾総督府陸軍部参謀長
- 1898年（明治31年）10月 陸軍中将・第8師団長(初代)
- 1906年（明治39年）5月 陸軍大将
  - 7月 休職
- 1907年（明治40年）3月 死去

## 栄典
位階
- 1890年（明治23年）1月17日 - 従五位[7]
- 1894年（明治27年）7月20日 - 正五位[8]
- 1898年（明治31年）10月31日 - 従四位[9]
- 1902年（明治35年）8月20日 - 正四位[10]
- 1905年（明治38年）8月26日 - 従三位[11]
- 1907年（明治40年）3月7日 - 正三位[12]

勲章等
- 1889年（明治22年）11月29日 - 大日本帝国憲法発布記念章[13]
- 1892年（明治25年）11月29日 - 勲三等瑞宝章[14]
- 1895年（明治28年）
  - 8月20日 - 男爵、功三級金鵄勲章、旭日中綬章[15]
  - 11月18日 - 明治二十七八年従軍記章[16]
- 1897年（明治30年）11月25日 - 勲二等瑞宝章[17]
- 1900年（明治33年）3月31日 - 旭日重光章[18]
- 1904年（明治37年）11月29日 - 勲一等瑞宝章[19]
- 1906年（明治39年）4月1日 - 功二級金鵄勲章、旭日大綬章、明治三十七八年従軍記章[20]

## 親族
- 長男 立見豊丸（陸軍大佐、貴族院議員）
- 娘婿 野口坤之（陸軍中将）・高橋義章（陸軍中将）・古賀義勇（陸軍少将）・鈴木孝雄（陸軍大将）・七里恭三郎（台北弁務署署長）
- 孫 立見辰雄（鉱床学者、東京大学教授）

## 立見尚文を題材とした作品
- 中村彰彦『闘将伝 小説 立見鑑三郎』（角川文庫、1998年） ISBN 4-04-190606-7
- 柘植久慶『常勝将軍・立見尚文』上、下（PHP研究所、2008年） 上 ISBN 978-4-569-70060-1、下 ISBN 978-4-569-70061-8